# 287 (tal)
287 är det naturliga talet som följer 286 och som följs av 288.

## Inom vetenskapen
- 287 Nephthys, en asteroid.

## Inom matematiken
- 287 är ett udda tal.
- 287 är ett semiprimtal
- 287 är det 14:e pentagontalet.
- 287 är ett Kyneatal.
- 287 är ett Leonardotal.